# Am486

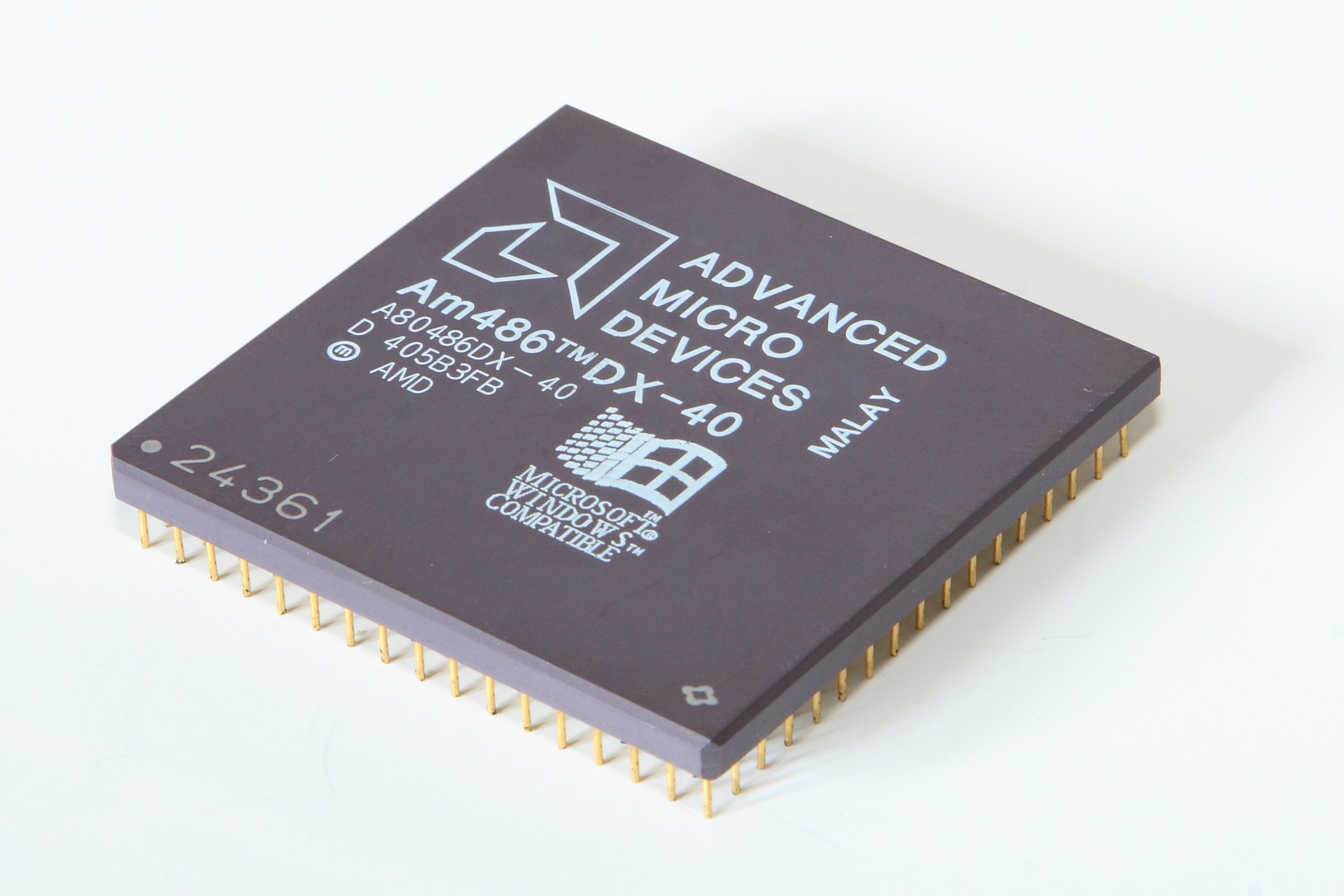
AMD Am486DX 40 MHz

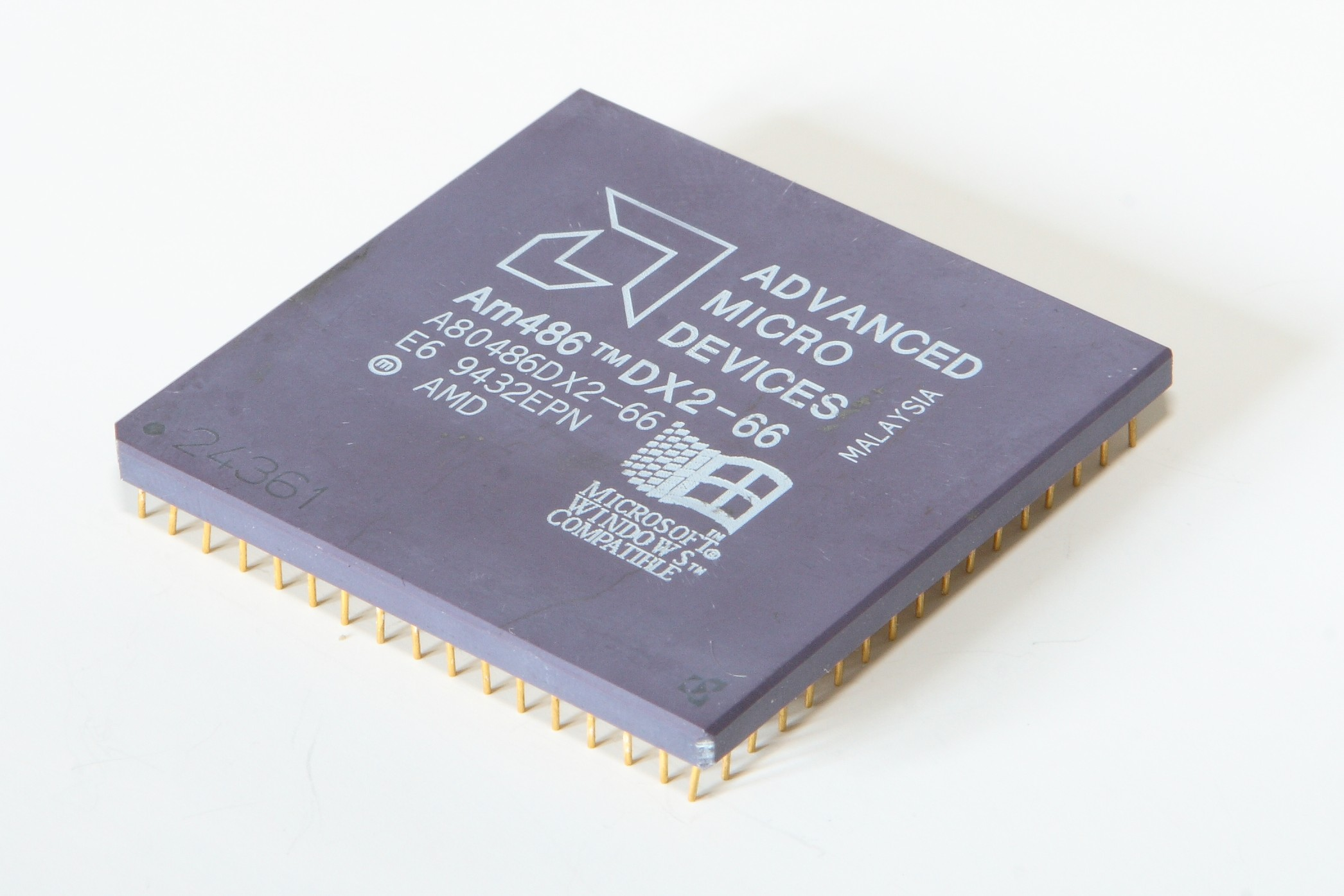
AMD Am486DX2 66MHz

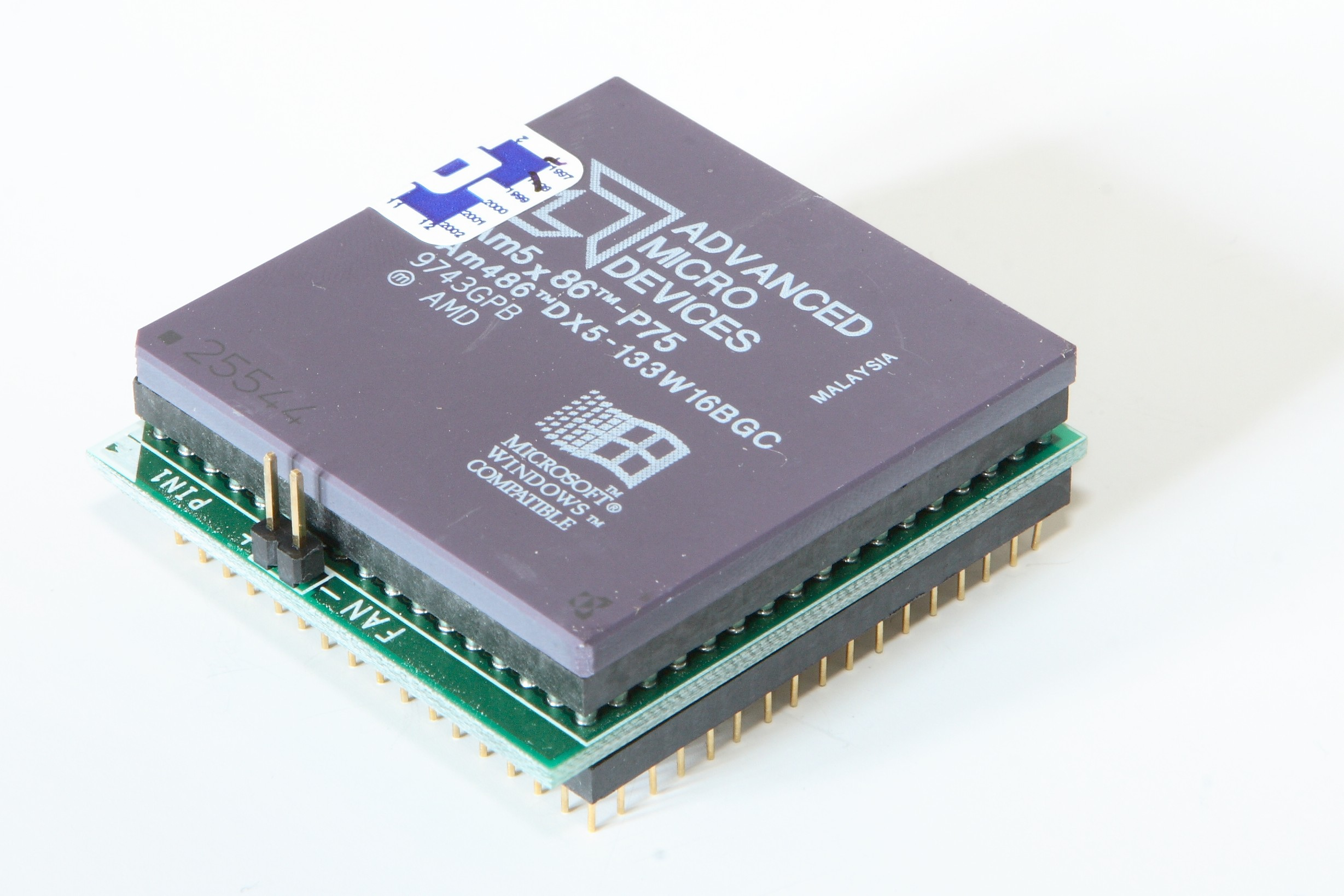
AMD Am5x86-P75

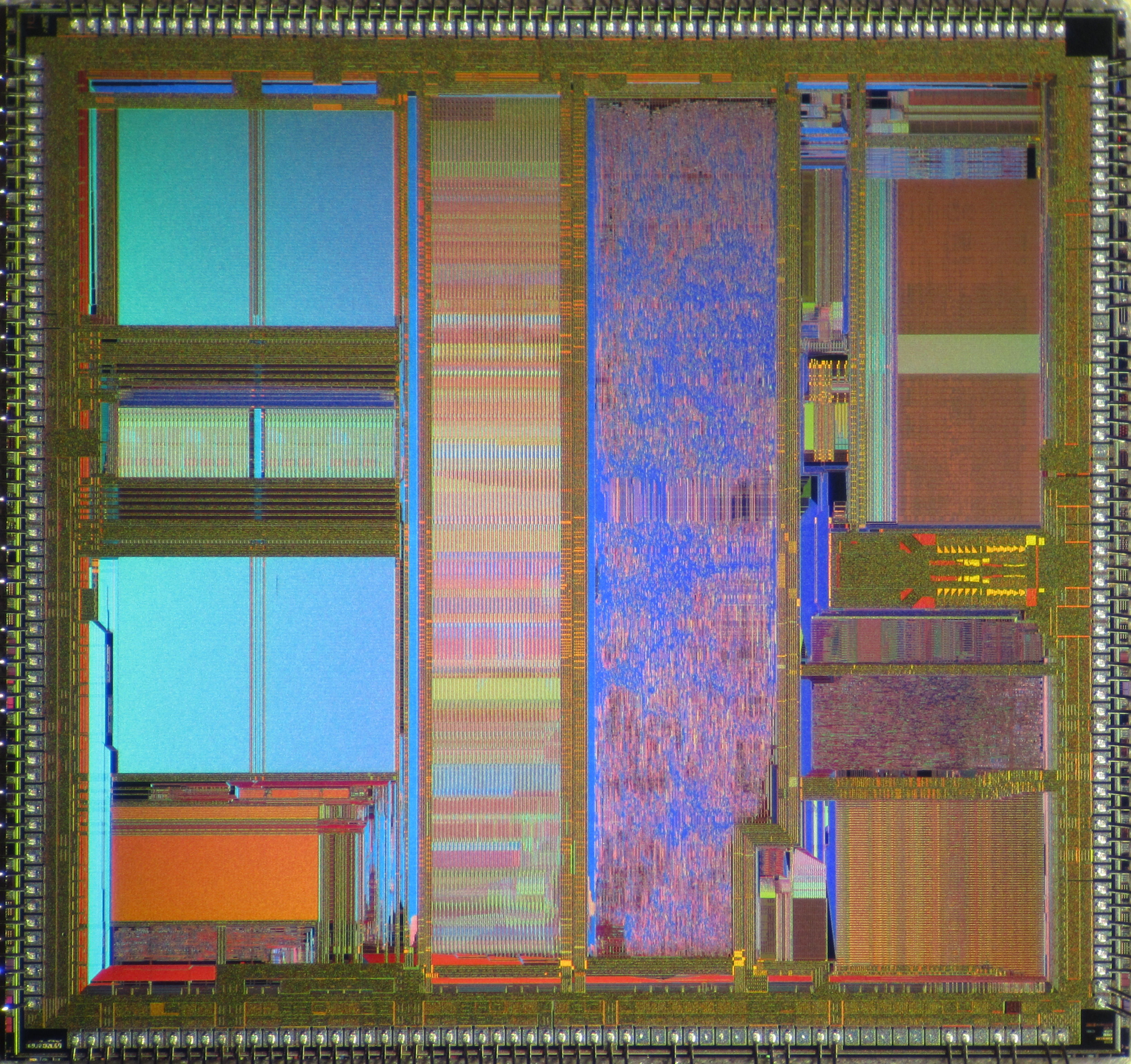
AMD Am486 DX2-66 die shot

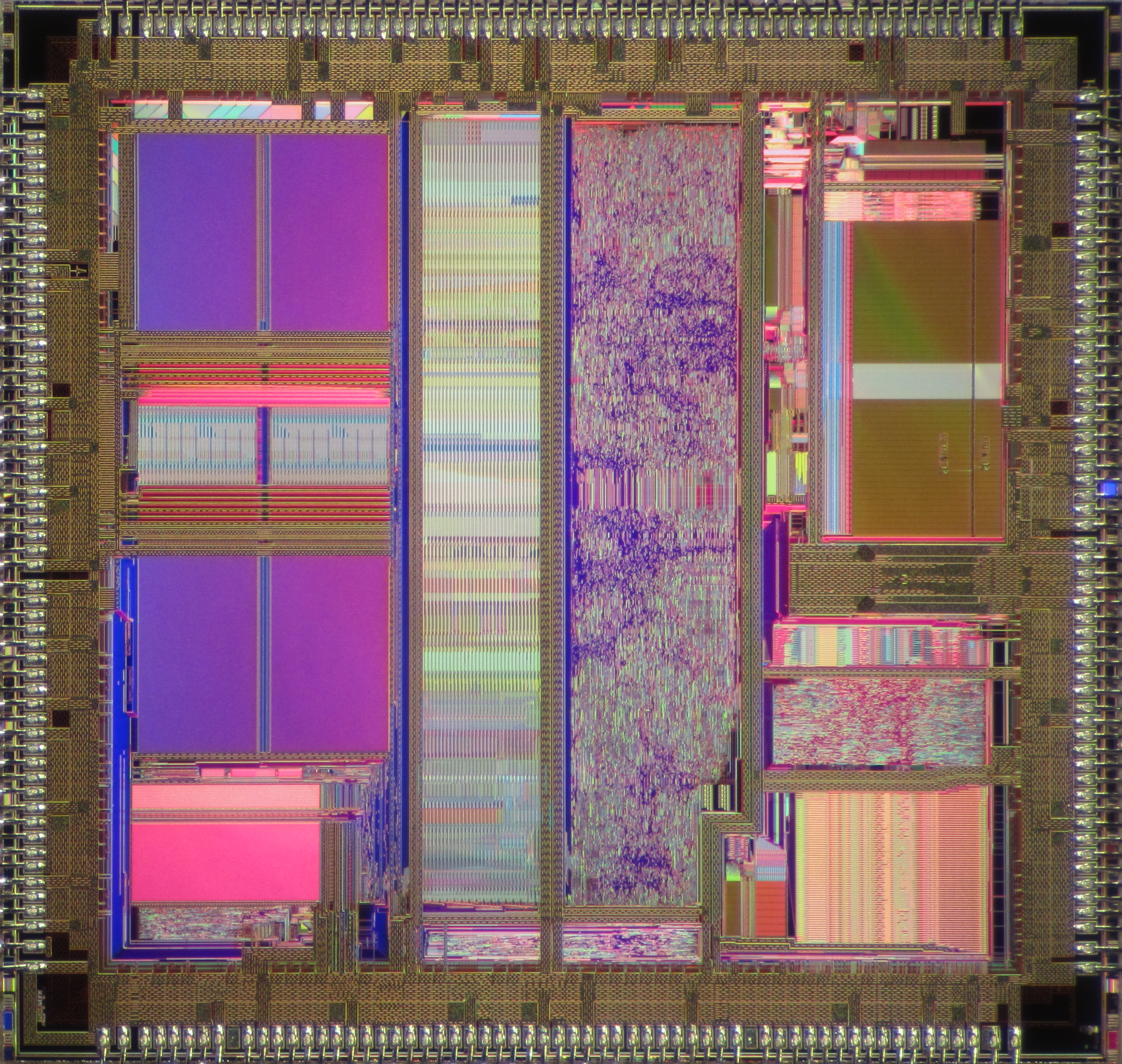
AMD Enhanced Am486 DX4-120 die shot

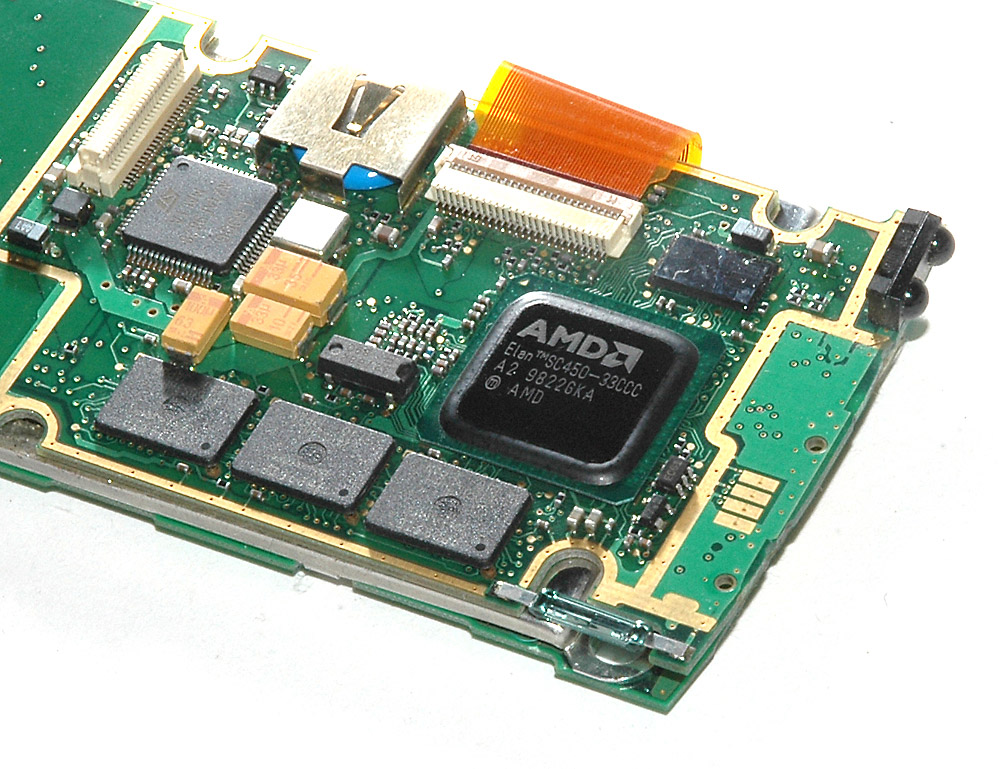
노키아 9000 커뮤니케이터의 AMD Élan SC450

Am486은 1990년대 AMD가 생산한 80486급 컴퓨터 프로세서 제품군이다. 인텔은 시장에서 AMD를 거의 4년 앞섰지만 AMD는 40MHz 486의 가격을 33MHz 칩에 대한 인텔 가격 이하로 책정하여 동일한 가격에 약 20% 더 나은 성능을 제공했다.
사이릭스의 486 칩과 경쟁하는 동안 인텔 칩보다 벤치마크가 낮았지만 AMD의 486은 클럭 단위로 인텔의 성능과 일치했다.
Am386은 주로 소규모 컴퓨터 제조업체에서 사용되었지만 Am486DX, DX2 및 SX2 칩은 1994년에 대규모 컴퓨터 제조업체, 특히 에이서 및 컴팩에서 수용되었다.
AMD의 더 높은 클럭의 486 칩은 많은 초기 펜티엄 칩, 특히 60MHz 및 66MHz 출시 제품에 뛰어난 정수 성능을 제공했다. 동급의 인텔 80486DX4 칩은 가격이 비싸고 약간의 소켓 수정이 필요했지만 AMD의 가격은 저렴했다. 인텔의 DX4 칩은 처음에 AMD 칩보다 캐시가 두 배 더 많아 약간의 성능 우위를 제공했지만 일반적으로 AMD의 DX4-100은 인텔의 DX2-66보다 가격이 저렴하다.
향상된 Am486 시리즈는 확장된 절전 모드 및 8KiB Write-Back L1-캐시와 같은 새로운 기능을 지원했으며 이후 버전에서는 16KiB Write-Back L1-캐시로 업그레이드되었다.
133MHz AMD Am5x86은 더 높은 클럭의 향상된 Am486이었다.
Am486 제품군의 파생 제품 중 하나는 AMD에서 판매하는 AMD Élan SC4xx 마이크로 컨트롤러 제품군에 사용되는 코어이다.

## Am486 모델
| 모델                   | FSB    | 클럭 속도 | VCore      | L1-캐시     | 도입일   |
| ---------------------- | ------ | --------- | ---------- | ----------- | -------- |
| Am486 DX-25            | 25 MHz | 25 MHz    | 5 V        | 8 KiB WT    |          |
| Am486 DX-33            | 33 MHz | 33 MHz    | 5 V        | 8 KiB WT    |          |
| Am486 DX-40            | 40 MHz | 40 MHz    | 5 V        | 8 KiB WT    | Apr 1993 |
| Am486 SX-33            | 33 MHz | 33 MHz    | 5 V        | 8 KiB WT    |          |
| Am486 SX-40            | 40 MHz | 40 MHz    | 5 V        | 8 KiB WT    |          |
| Am486 DE2-66           | 33 MHz | 66 MHz    | 3.3 V      | 8 KiB WT    | 1996(?)  |
| Am486 DX2-50           | 25 MHz | 50 MHz    | 5 V        | 8 KiB WT    | Apr 1993 |
| Am486 DX2-66           | 33 MHz | 66 MHz    | 5/3.3 V    | 8 KiB WT    | Sep 1994 |
| Am486 DX2-80           | 40 MHz | 80 MHz    | 5/3.3 V    | 8 KiB WT    | Sep 1994 |
| Am486 SX2-50           | 25 MHz | 50 MHz    | 5 V        | 8 KiB WT    |          |
| Am486 SX2-66           | 33 MHz | 66 MHz    | 5 V        | 8 KiB WT    | Apr 1994 |
| Am486 DX4-75           | 25 MHz | 75 MHz    | 3.3 V      | 8 KiB WT    |          |
| Am486 DX4-90           | 30 MHz | 90 MHz    | 3,3 V      | 8 KiB WT    |          |
| Am486 DX4-100          | 33 MHz | 100 MHz   | 3.3 V      | 8 KiB WT    | 1995     |
| Am486 DX4-120          | 40 MHz | 120 MHz   | 3.3 V      | 8 KiB WT    |          |
| Enhanced Am486 DX2-66  | 33 MHz | 66 MHz    | 3.3/3.45 V | 8/16 KiB WB |          |
| Enhanced Am486 DX2-80  | 40 MHz | 80 MHz    | 3.3/3.45 V | 8 KiB WB    |          |
| Enhanced Am486 DX4-75  | 25 MHz | 75 MHz    | 3.3/3.45 V | 8 KiB WB    |          |
| Enhanced Am486 DX4-100 | 33 MHz | 100 MHz   | 3.3/3.45 V | 8/16 KiB WB |          |
| Enhanced Am486 DX4-120 | 40 MHz | 120 MHz   | 3.3/3.45 V | 8/16 KiB WB |          |

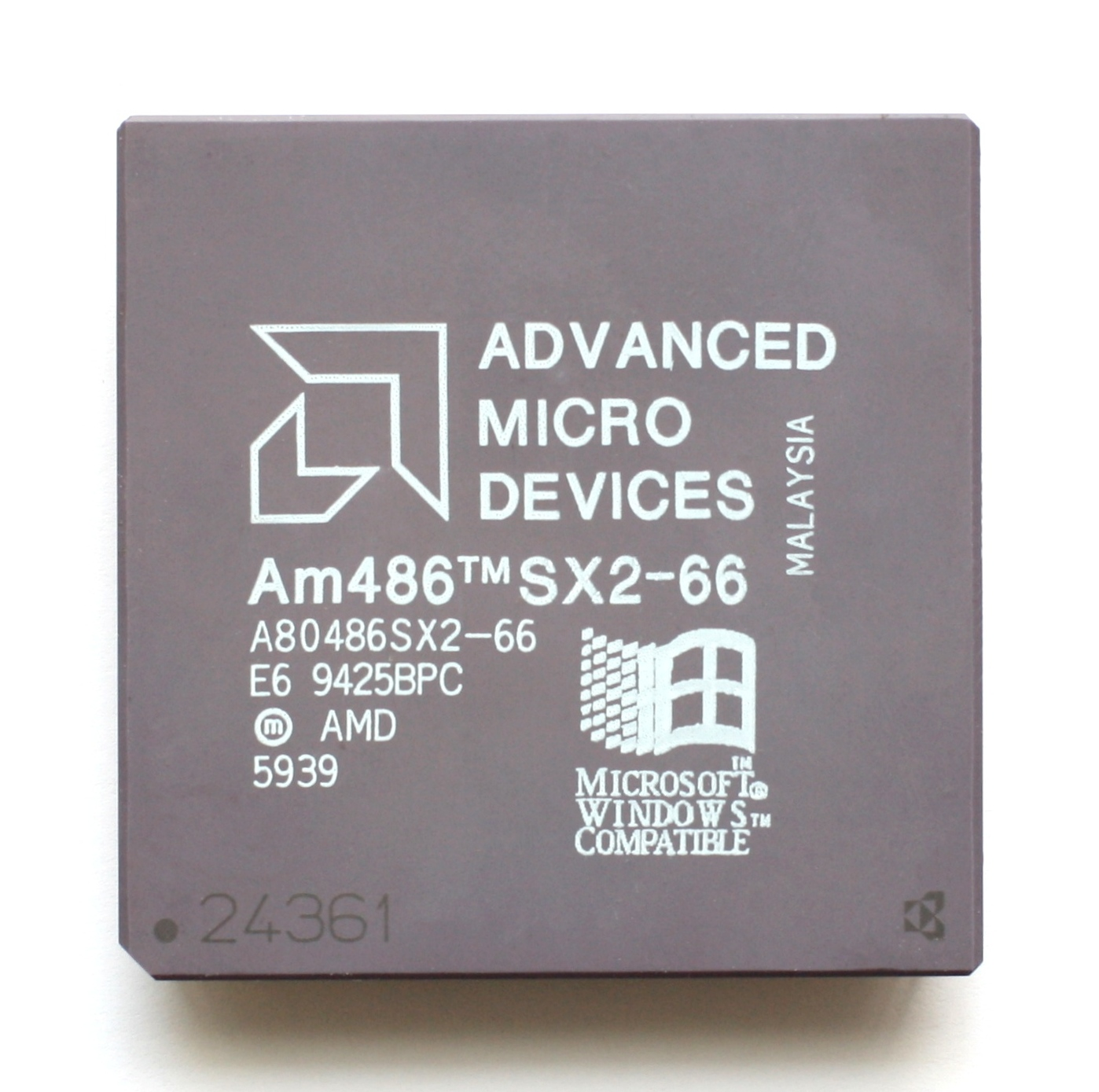
Am486SX2-66.

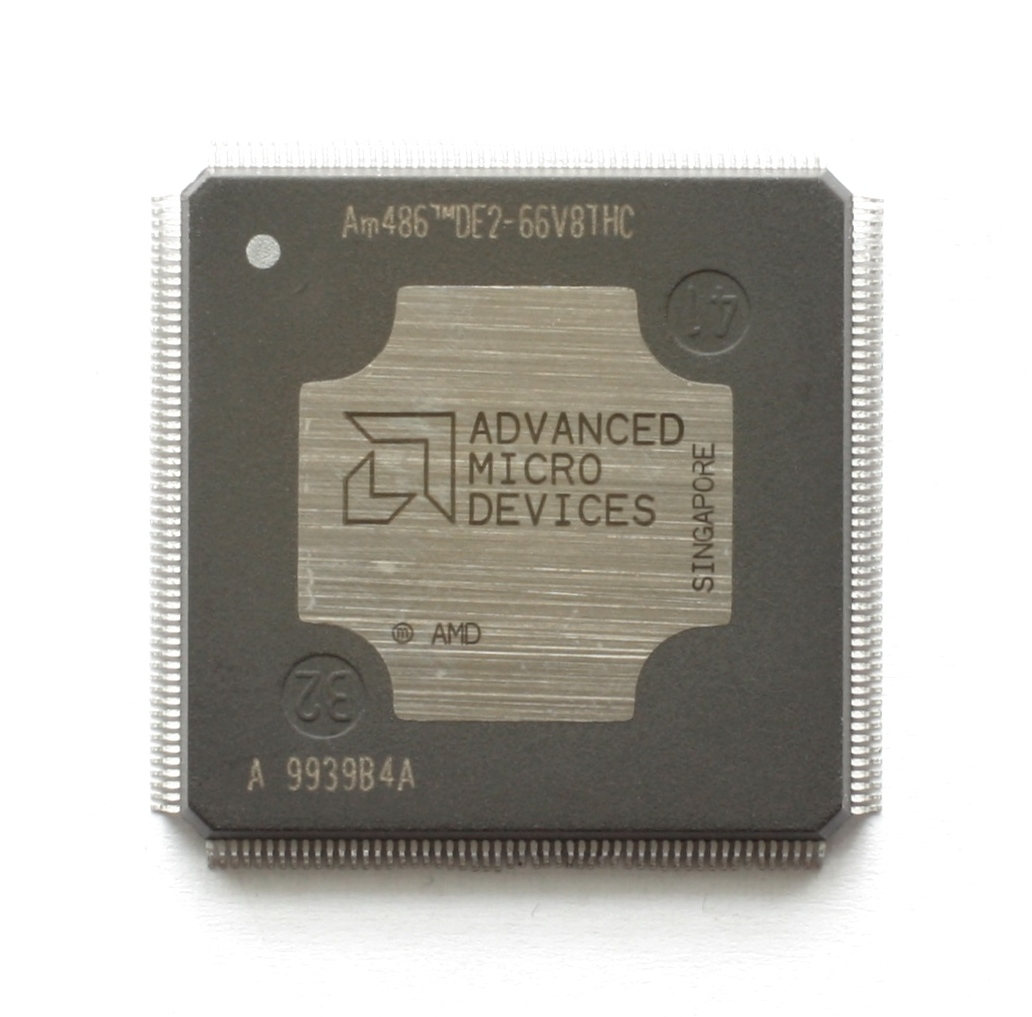
임베디드 시스템을 위한 전원 관리 기능을 갖춘 Am486DE2-66.

WT = Write-Through 캐시 전략, WB = Write-Back 캐시 전략